# Connor Mahoney
Connor Anthony Mahoney, né le 12 février 1997 à Blackburn, est un footballeur anglais qui évolue au poste de milieu de terrain à Barrow.

## Biographie
Le 28 août 2013, il fait ses débuts en faveur d'Accrington Stanley, club évoluant en quatrième division. Il joue quatre matchs en League Two avec cette équipe.
Par la suite, le 13 décembre 2013, il rejoint les Blackburn Rovers, équipe évoluant en deuxième division. Il joue 16 matchs en Championship avec cette équipe. 
Le 4 juillet 2017, il rejoint ensuite Bournemouth, mais sans jouer le moindre match en championnat.
Par la suite, le 29 janvier 2018, il se voit prêté à Barnsley. Il dispute avec cette équipe huit matchs en deuxième division.
Le 7 août 2018, il rejoint Birmingham City. Lors de la saison 2018-2019, il joue 30 matchs en deuxième division avec cette équipe, inscrivant deux buts.
Le 9 juillet 2019, il rejoint Millwall.